# Kwark dziwny
Kwark dziwny (ang. strange, oznaczenie s) – jeden z kwarków. Kwark ten nie występuje w spotykanej we wszechświecie materii (istnieją przesłanki, że występuje w plazmie kwarkowo-gluonowej), występuje jednak w cząstkach elementarnych wytwarzanych w akceleratorach, np. kaonach i omegach.
Istnienie kwarka dziwnego zostało postulowane w 1964 przez Gell-Manna i Zweiga wraz z kwarkami u i d.
Parametry kwarka s:
- masa: 80 do 130 MeV/c²[2]
- ładunek elektryczny: -1/3 e
- izospin: 0 (trzecia składowa)
- spin: 1/2
- dziwność: -1